# Ga Dangjeong
Ga Dangjeong là ga đường sắt trên Tàu điện ngầm Seoul tuyến 1. Nó phục vụ cho thành phố Gunpo, Gyeonggi-do, Hàn Quốc và ga tàu điện ngầm này nằm gần Đại học Hansei.

## Bố trí ga
| ↑ Gunpo  |
| \| １    |
| Uiwang ↓ |

| １ | ● Tuyến 1 | → Hướng đi Sinchang →        |
| ２ | ● Tuyến 1 | ← Hướng đi Đại hoc Kwangwoon |